# Miss Universo 1988
Miss Universo 1988, trentasettesima edizione di Miss Universo, si è tenuta presso il Lin Kou Stadium di Taipei a Taiwan, il 24 maggio 1988. L'evento è stato presentato da Alan Thicke e Tracy Scoggins. Porntip Nakhirunkanok, Miss Thailandia, è stata incoronata Miss Universo 1988.

## Risultati

### Piazzamenti
| Risultato finale   | Concorrente |
| ------------------ | --- |
| Miss Universo 1988 | - Thailandia - Porntip Nakhirunkanok |
| 2ª classificata    | - Corea del Sud - Chang Yoonjung |
| 3ª classificata    | - Messico - Amanda Olivares |
| 4ª classificata    | - Giappone - Mizuho Sakaguchi |
| 5ª classificata    | - Hong Kong - Pauline Yeung |
| Top 10             | - Colombia - Diana Arévalo - Norvegia - Bente Brunland - Rep. Dominicana - Patricia Jiménez - Stati Uniti - Courtney Gibbs - Venezuela - Yajaira Vera |

### Punteggi alle sfilate finali
Vincitrice
     2ª classificata
     3ª classificata
     Top 6
     Top 10
(#) Posizione in ogni turno della gara
| Nazione         | Media preliminare | Intervista | Costume da bagno | Abito da sera | Media semifinale |
| --------------- | ----------------- | ---------- | ---------------- | ------------- | ---------------- |
| Thailandia      | 8.719 (4)         | 9.730 (1)  | 9.684 (1)        | 9.752 (1)     | 9.722 (1)        |
| Corea del Sud   | 8.795 (3)         | 9.453 (2)  | 9.463 (2)        | 9.630 (2)     | 9.515 (2)        |
| Messico         | 8.497 (7)         | 9.266 (3)  | 9.144 (3)        | 9.233 (3)     | 9.214 (3)        |
| Giappone        | 8.409 (9)         | 8.922 (4)  | 8.866 (5)        | 8.944 (5)     | 8.910 (4)        |
| Hong Kong       | 8.505 (6)         | 8.744 (6)  | 8.666 (7)        | 9.074 (4)     | 8.828 (5)        |
| Rep. Dominicana | 9.052 (2)         | 8.833 (5)  | 8.688 (6)        | 8.744 (8)     | 8.768 (6)        |
| Venezuela       | 8.518 (5)         | 8.543 (8)  | 8.900 (4)        | 8.811 (7)     | 8.751 (7)        |
| Stati Uniti     | 9.144 (1)         | 8.522 (9)  | 8.621 (8)        | 8.943 (6)     | 8.695 (8)        |
| Colombia        | 8.440 (8)         | 8.712 (7)  | 8.588 (9)        | 8.644 (9)     | 8.648 (9)        |
| Norvegia        | 8.368 (10)        | 7.555 (10) | 7.977 (10)       | 8.077 (10)    | 7.869 (10)       |

### Riconoscimenti speciali
| Riconoscimento        | Concorrente                                                                                       |
| --------------------- | ------------------------------------------------------------------------------------------------- |
| Miss Congeniality     | - Guam - Liza Marie Camacho                                                                       |
| Miss Photogenic       | - Inghilterra - Tracey Williams                                                                   |
| Best National Costume | - Giappone - Mizuho Sakaguchi - Stati Uniti - Courtney Gibbs - Thailandia - Porntip Nakhirunkanok |

## Concorrenti
- Argentina - Claudia Gabriela Pereyra
- Australia - Vanessa Lynn Gibson
- Austria - Maria Steinhart
- Bahamas - Natasha Christine Pinder
- Belgio - Daisy Van Cauwenbergh
- Bermuda - Kim Lightbourne
- Bolivia - Ana María Pereyra
- Brasile - Isabel Cristina Beduschi
- Canada - Mary-Melinda Gillies
- Cile - Verónica Romero Carvajal
- Cina Taipei - Jade Hu Fei-Tsui
- Colombia - Diana Patricia Arevalo
- Corea del Sud - Chang Yun-Jung
- Costa Rica - Erika Maria Paoli
- Danimarca - Pernille Nathansen
- Ecuador - Cecilia Pozo Caminer
- Egitto - Amina Samy Shelbaya
- El Salvador - Ana Margarita Vaquerano Celarie
- Filippine - Perfida Reyes Limpin
- Finlandia - Nina Carita Bjornstrom
- Francia - Claudia Frittolini
- Galles - Lise Marie Williams
- Germania - Christiane Kopp
- Giamaica - Leota Suah
- Giappone - Mizuho Sakaguchi
- Gibilterra - Mayte Sanchez
- Groenlandia - Nuno Nette Baadh
- Guam - Liza Maria Camacho
- Guatemala - Silvia Mansilla
- Honduras - Jacqueline Herrera Mejia
- Hong Kong - Pauline Yeung
- Inghilterra - Tracey Williams
- Irlanda - Adrienne Rock
- Islanda - Anna Margret Jonsdóttir
- Isole Marianne Settentrionali - Ruby Jean Hamilton
- Isole Vergini Americane - Heather Carty
- Isole Vergini Britanniche - Nelda Felecia Farrington
- Israele - Shirly Ben Mordechay
- Italia - Simona Ventura
- Libano - Eliane George Fakhoury
- Lussemburgo - Lydie Garnie
- Malaysia - Linda Chee Ling Lum
- Malta - Stephanie Spiteri
- Messico - Amanda Olivares
- Nigeria - Omasan Tokurbo Buwa
- Norvegia - Bente Brunland
- Nuova Zelanda - Lana Coc-Kroft
- Paesi Bassi - Annabet Reindina Berendsen
- Paraguay - Marta Noemi Acosta
- Perù - Katia Escudero Lozano
- Portogallo - Isabel Martins da Costa
- Porto Rico - Isabel Maria Pardo
- Rep. Dominicana - Patricia Jimenez
- Scozia - Amanda Laird
- Singapore - Audrey Ann Tay
- Spagna - Sonsoles Artigas Medero
- Sri Lanka - Deepthi Alles
- Stati Uniti - Courtney Gibbs
- Svezia - Annika Davidsson
- Svizzera - Gabriela Bigler
- Thailandia - Porntip Nakhirunkanok
- Trinidad e Tobago - Cheryl Ann Gordon
- Turchia - Meltem Hakarar
- Turks e Caicos - Edna Elizabeth Smith
- Uruguay - Carla Trombotti
- Venezuela - Yajaira Cristina Vera Roldán